# Propebela
Propebela is een geslacht van weekdieren uit de klasse van de Gastropoda (slakken).

## Soorten
- Propebela alaskensis (Dall, 1871)
- Propebela alitakensis (Dall, 1919)
- Propebela angulosa (Sars G. O., 1878)
- Propebela arctica (Adams, 1855)
- Propebela areta (Bartsch, 1941)
- Propebela assimilis (Sars G. O., 1878)
- Propebela bergensis (Friele, 1886)
- Propebela cancellata (Mighels & Adams, 1842)
- Propebela cassis Bogdanov, 1989
- Propebela concinnula (A. E. Verrill, 1882)
- Propebela diomedea Bartsch, 1944
- Propebela eurybia (Bartsch, 1941)
- Propebela exarata (Møller, 1842)
- Propebela exquisita Bartsch, 1941
- Propebela fidicula (Gould, 1849)
- Propebela golikovi (Bogdanov, 1985)
- Propebela goryachevi Bogdanov, 1989
- Propebela harpularia (Couthouy, 1838)
- Propebela kyurokusimana (Nomura & Hatai, 1940)
- Propebela lateplicata (Strebel, 1905)
- Propebela luetkeana (Krause, 1885)
- Propebela margaritae (Bogdanov, 1985)
- Propebela marinae Bogdanov, 1989
- Propebela miona (Dall, 1919)
- Propebela mitrata (Dall, 1919)
- Propebela monterealis (Dall, 1919)
- Propebela nivea Okutani, 1968
- Propebela nobilis (Møller, 1842)
- Propebela pitysa (Dall, 1919)
- Propebela popovia (Dall, 1919)
- Propebela pribilova (Dall, 1919)
- Propebela profunda Castellanos & Landoni, 1993
- Propebela profundicola Bartsch, 1944
- Propebela rassina (Dall, 1919)
- Propebela rathbuni (Verrill, 1882)
- Propebela rufa (Montagu, 1803)
- Propebela rugulata (Reeve, 1846)
- Propebela scalaris (Møller, 1842)
- Propebela scalaroides (Sars G. O., 1878)
- Propebela siogamaensis (Nomura & Zinbo, 1940)
- Propebela smithi Bartsch, 1944
- Propebela spitzbergensis (Friele, 1886)
- Propebela subtrophonoidea (Okutani, 1964)
- Propebela subturgida (Verrill, 1884)
- Propebela subvitrea (Verrill, 1884)
- Propebela svetlanae Bogdanov, 1989
- Propebela terpeniensis Bogdanov, 1989
- Propebela tersa (Bartsch, 1941)
- Propebela turricula (Montagu, 1803) = Gewone trapgevel
- Propebela variabilis Bogdanov, 1990
- Propebela verrilli Bogdanov, 1989